# Wilful Peggy
Wilful Peggy é um filme mudo norte-americano de 1910 em curta-metragem, do gênero drama, dirigido por D. W. Griffith. Cópia do filme encontra-se conservada no Mary Pickford Institute for Film Education.